# III: Trauma
III: Trauma — третий студийный альбом австрийской пост-блэк-метал-группы Harakiri for the Sky, выпущенный 22 июля 2016 года на лейбле AOP Records.

## Отзывы критиков
Альбом получил положительные отзывы от музыкальных критиков. Люк Мортон из Metal Hammer описал альбом как «идеально оркестрованный экстремизм не для слабонервных». Бернхард Ландкаммер из metal1.info пишет, что Harakiri for the Sky проделали хорошую работу над III: Trauma, но проблема в том, что на альбоме действительно запоминающихся моментов, которые бы засели в голове.

## Список композиций
| №  | Название                | Длительность |
| -- | ----------------------- | ------------ |
| 1. | «Calling the Rain»      | 11:28        |
| 2. | «Funeral Dreams»        | 8:58         |
| 3. | «Thanatos»              | 9:21         |
| 4. | «This Life as a Dagger» | 9:27         |
| 5. | «The Traces We Leave»   | 8:33         |
| 6. | «Viaticum»              | 8:38         |
| 7. | «Dry the River»         | 9:51         |
| 8. | «Bury Me»               | 8:56         |

## Участники записи
- M.S. — все инструменты
- J.J. — вокал

### Приглашённые музыканты
- Давиде Страччионе — вокал («Thanatos»)